# Fresko (Spiel)
Fresko ist ein 2010 bei Queen Games erschienenes Brettspiel von Marco Ruskowski und Marcel Süßelbeck für 2 bis 4 Spieler. Die Spieler schlüpfen in die Rolle von Freskenmalern der Renaissance, die ein großes Deckengemälde im Dom restaurieren sollen.
Das Spiel erreichte 2010 den ersten Platz beim Deutschen Spiele Preis und wurde zum Spiel des Jahres nominiert. Die von Oliver Schlemmer erstellten Illustrationen wurden mit dem Graf Ludo 2010 in der Kategorie Familienspiele ausgezeichnet.

## Inhalt
| - 1 doppelseitiger Spielplan - Spielmaterial aus Holz: - 78 Farbsteine - je 17× blau, gelb und rot - je 9× grün, lila und orange - 4 naturfarbene Gehilfen - 20 Gehilfen, je 5 in den 4 Spielerfarben - 12 Malerfiguren, je 3 in den Spielerfarben - 1 Bischof | - Spielmaterial aus Pappe: - 14 Marktplättchen - 25 Freskoplättchen (Wert 3 bis 11) - 60 Münzen - 36× Wert 1 - 16× Wert 5 - 8× Wert 10 - 4 kleine Sichtschirme - 4 große Sichtschirme - 4 Aktionstableaus - 4 Karten mit Mischtabellen | - 1 Stoffbeutel - 1 Spielanleitung, 8 DIN-A4-Seiten (mehrfarbig) |

### Module

#### Modul 1: Die Portraits
- 18 Porträtkarten

#### Modul 2: Die Aufträge des Bischofs
- 12 Auftragsplättchen

#### Modul 3: Die besonderen Farbmischungen
- 7 Freskoplättchen (Wert 13 bis 24)
- 12 Farbsteine, je 6 in den Farben braun und pink
- 4 erweiterte Mischtabellen (Rückseite der normalen Mischtabellen)
- 1 Altarplättchen
- 1 Beiheft, 4 DIN-A4-Seiten (mehrfarbig)

## Beschreibung
Die Spieler müssen sich zunächst entscheiden, wann sie ihren täglichen Arbeitstag beginnen, je früher desto schlechter wird die Stimmung ihrer Gehilfen und desto teurer sind die Farben auf dem Markt. Aber je früher ein Maler beginnt, desto größer ist die Auswahl auf dem Markt und der Maler kann mit den erhaltenen oder gemischten Farben die lukrativsten Stellen des Freskos renovieren. Nebenbei gilt es durch das Malen von Porträts Geld zu verdienen, um sich die Farben für die Fresken leisten zu können und ab und zu den Gehilfen einen Besuch im Theater zu ermöglichen, damit deren Stimmung wieder steigt. Denn ist die Stimmung zu schlecht, steht ihnen ein Gehilfe weniger zur Verfügung. Bei guter Stimmung helfen aber die neutralen Gehilfen dem Meister. Gespielt wird bis nur noch sechs oder weniger Freskoplättchen auf dem Spielplan liegen. Gewonnen hat dann der Spieler mit den meisten Siegpunkten, die er für die fertiggestellten Freskenteile oder die Restaurierung des Altars erhalten hat. Durch drei Module (Die Porträts, die Aufträge des Bischofs und die besonderen Farbmischungen) kommen weitere Elemente ins Spiel.

## Spielerzahl
Das Spielbrett ist doppelseitig, sodass für drei und vier Spieler jeweils ein eigener Spielplan bereitsteht. Wenn nur zwei Spieler spielen wollen, nutzen sie den Plan für drei und stellen zusätzlich Leonardo auf. Diese Leonardo-Rolle ist ein „stiller Teilnehmer“, der abwechselnd von einem der beiden wirklichen Spieler gesteuert wird und für den abweichende, vereinfachte Regeln gelten.

## Auszeichnungen
- 2010: Nominierungsliste zum Spiel des Jahres
- 2010: Sieger Deutscher Spiele Preis
- 2010: Sieger Graf Ludo
- 2010: Sieger Pfefferkuchel
- 2010: Nominierungsliste zum Nederlandse Spellenprijs
- 2010: Nominierungsliste zum International Gamers Award
- 2010: Nominierungsliste zum Gouden Ludo
- 2010: Nominierungsliste zum Premio Juego del Año
- 2010: Platz 7 beim Japan Boardgame Prize
- 2011: Nominierungsliste zum As d’Or – Jeu de l’Année

## Erweiterungsmodule
Als Erweiterung des Spiels werden drei weitere Module (4, 5 und 6) angeboten. Die 3 zusätzlichen Erweiterungen für Fresko sind beliebig kombinierbar, auch mit den Erweiterungen des Grundspiels.
Modul 4Der Wunschbrunnen
"Werfen Sie einen Glückspfennig in den Wunschbrunnen und etwas wird Ihnen besonders gut gelingen. Vielleicht finden Sie ja eine Geldbörse im Theater und erhalten Finderlohn, oder aber der nette Markthändler schenkt Ihnen eine zusätzliche Farbe..."
Modul 5Das Blattgold
"Erwerben Sie Blattgold auf bestimmten Marktfeldern, um mit diesem ihre Farben zu veredeln. Der Bischof wird begeistert sein!"
Modul 6Die Glaser
"Kaufen Sie als zusätzliche Aktionsmöglichkeit Glas in verschiedenen Farben und bauen Sie Fenster in die Wände des Doms ein. So kann selbst der schlichteste Teil des Freskos im prachtvollen Licht erscheinen!"

## Exklusive Erweiterungsmodule
Im Oktober 2010 war auf der Spielemesse Spiel '10 in Essen das Modul 7 "Die Schriftrollen" zu bekommen, welches von Queen Games mittlerweile auch als offizielle Erweiterung verkauft wird. Jeder Spieler erhält in dieser Erweiterung zwei Schriftrollen. Diese markieren jeweils einen Teil (einmal horizontal und einmal vertikal) des Freskos. Restauriert man in diesem Bereich des Freskos, erhält man 2 Siegpunkte.
Im Oktober 2011 war auf der Spielemesse Spiel '11 erneut ein Erweiterungsmodul erhältlich, das Modul 8 "Die Gunst des Bischofs". Auf die ausliegenden Freskoplättchen werden wiederum verdeckt kleinere Plättchen gelegt. Restauriert man nun einen Abschnitt, erhält man das verdeckte Plättchen zusätzlich zu dem Freskoplättchen und somit eine einmalige Belohnung. Diese Belohnung kann eine Farbe, ein Siegpunkt, um 1 erhöhte Stimmung oder zusätzliches Geld sein.

## Big Box
Queen Games hat über die Crowdfunding-Plattform Kickstarter eine Fresko Big Box finanziert. Sie enthält alle 10 erschienenen Module und erschien am 2. Juni 2014.